# Maria Bagrationi
Maria Bagrationi (il cui vero nome era Marta, მართა) (in greco Μαρία της Αλανίας?, in georgiano მართა, მარიამი?; 1050 circa – dopo il 1103) fu basilissa dei romei dal 24 ottobre 1071 al 4 aprile 1081, consorte degli imperatori bizantini Michele VII Ducas e Niceforo III Botaniate.

## Biografia
Marta era figlia del re di Georgia Bagrat IV di Georgia (1027-1072) e della regina Borena d'Alania. Nel 1056 fu inviata a Costantinopoli per essere allevata ed educata con il patrocinio dell'imperatrice bizantina Teodora (1055-1056). Ma Teodora che all'epoca governava l'impero bizantino senza consorte, morì lo stesso anno e Marta tornò in Georgia. Nel 1065 tornò nuovamente a Costantinopoli, per sposare il principe bizantino Michele Ducas, figlio dell'imperatore Costantino X Ducas (1059-1067), per questa occasione cambiò il suo nome in Maria.
Il 24 ottobre 1071 Michele fu acclamato imperatore dal popolo, dopo che l'imperatore Romano IV Diogene (1068-1071) era stato fatto prigioniero dai Turchi Selgiuchidi, dopo la disastrosa battaglia di Manzicerta, Maria divenne così imperatrice. Nel 1075 circa, Maria diede alla luce Costantino Ducas, che nel 1076 fu nominato dal padre coimperatore. Nel gennaio 1078 un colpo di palazzo spodestò Michele, Niceforo III Botaniate si appropriò del trono. Maria accettò di sposare il nuovo imperatore, nonostante l'enorme differenza d'età, in cambio Niceforo doveva però nominare suo erede il figlio di Maria, Costantino. Niceforo poco dopo violò la sua promessa, l'imperatrice fu coinvolta in un complotto contro Niceforo, organizzato dal generale Alessio Comneno, che i pettegolezzi di corte dicevano che fosse il suo amante. Il 4 aprile 1081 Niceforo fu costretto ad abdicare, Alessio divenne imperatore (1081-1118) e adottò Costantino, nominandolo poi suo erede, nel 1083 lo fece fidanzare con sua figlia Anna Comnena, appena nata. La situazione cambiò drasticamente quando nacque il primogenito maschio di Alessio, il futuro imperatore Giovanni II Comneno (1118-1143), dato alla luce nel 1087, dall'imperatrice consorte Irene Ducas. L'impegno di Anna con Costantino fu sciolto, a quest'ultimo fu privata la possibilità di ereditare il trono, Maria fu costretta a ritirarsi in un monastero. Costantino morì nel 1096 circa, finì così definitivamente il ruolo politico di Maria, di cui non abbiamo più notizie dopo 1103.

## Maria donna di cultura
Maria era famosa per la sua bellezza e la sua istruzione; ebbe un'affiatata corrispondenza con il teologo e filosofo Teofilatto di Ocrida, che si dice sia stato ispirato dall'imperatrice quando scrisse il suo commentario al vangelo di Giovanni. Maria frequentava i monasteri georgiani nei Balcani, in particolare il famoso monastero di Iviron sul Monte Athos. Si unì alla madre Borena, nella costruzione del monastero Kapata sul Monte Sion a Gerusalemme.

## Galleria d'immagini

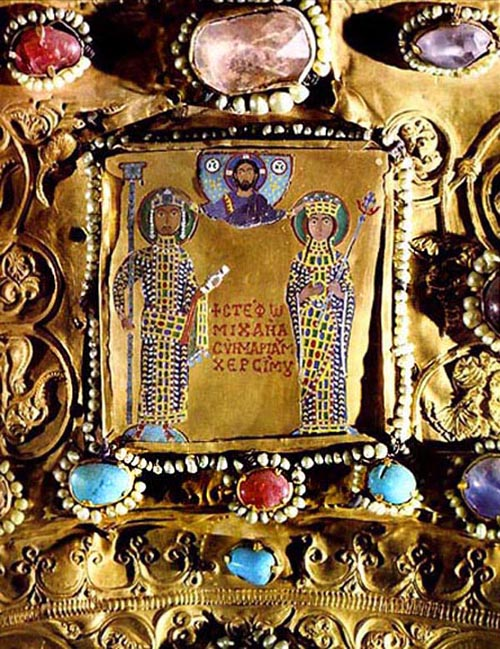
Michele VII Ducas e Maria d'Alania, mentre vengono incoronati da Cristo.
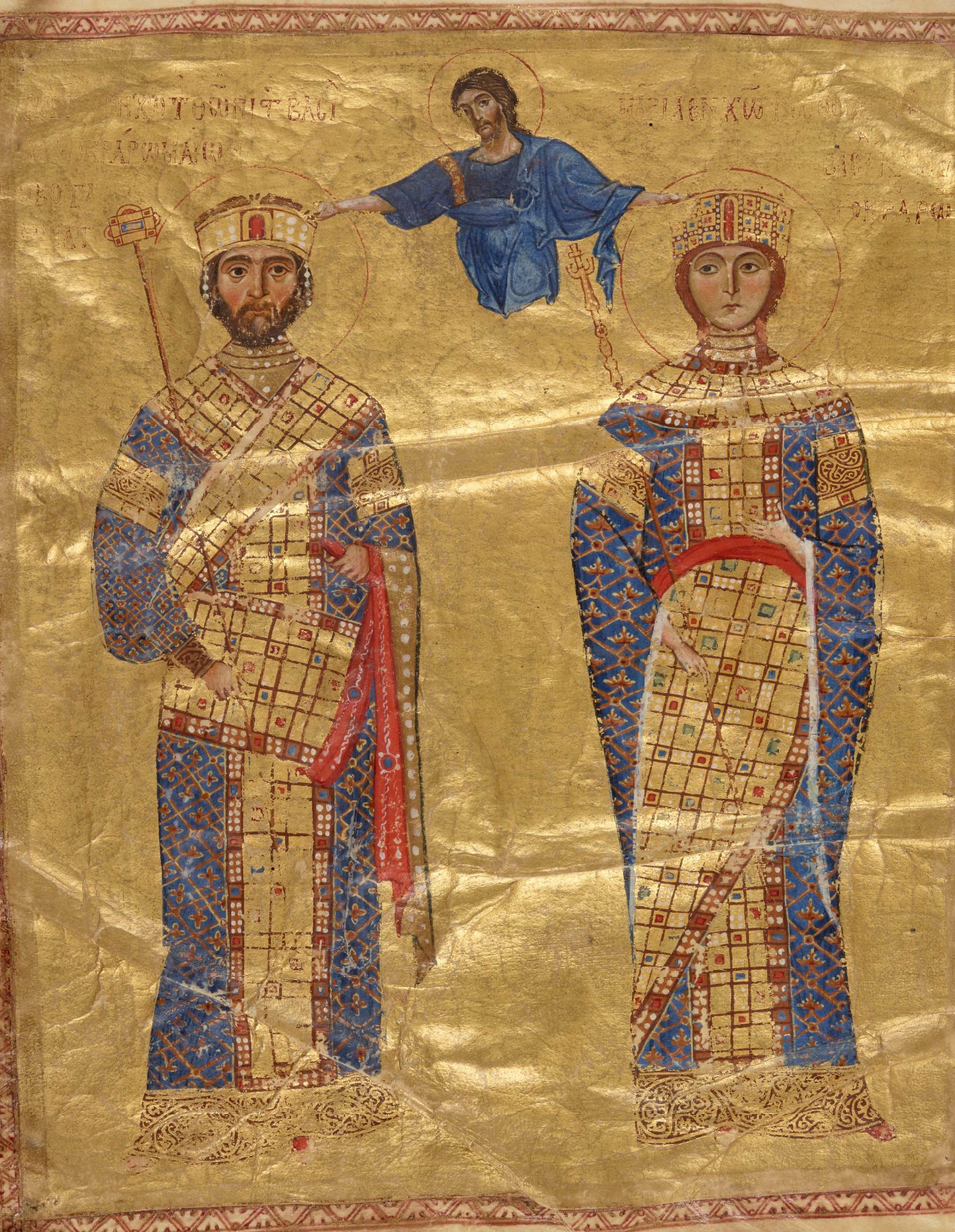
Niceforo III Botaniate e Maria d'Alania, mentre vengono incoronati da Cristo.

## Ascendenza
|                      |   |                             | Genitori |  |  | Nonni |  |  | Bisnonni              |  |  | Trisnonni         |  |
|                      |   |                             |          |  |  |       |  |  | Bagrat III di Georgia |  |  | Gurgen di Georgia |  |
|                      |   |                             |          |  |  |       |  |  | Bagrat III di Georgia |  |  | Gurgen di Georgia |  |
|                      |   | Gurandukht                  |          |  |  |       |  |  | Bagrat III di Georgia |  |  |                   |  |
| Giorgio I di Georgia |   |                             |          |  |  |       |  |  | Bagrat III di Georgia |  |  |                   |  |
|                      |   | Marta                       | …        |  |  |       |  |  |                       |  |  |                   |  |
|                      |   | Marta                       | …        |  |  |       |  |  |                       |  |  |                   |  |
|                      |   | Marta                       | …        |  |  |       |  |  |                       |  |  |                   |  |
| Bagrat IV di Georgia |   | Marta                       |          |  |  |       |  |  |                       |  |  |                   |  |
|                      |   | Giovanni-Senekerim Artsruni | …        |  |  |       |  |  |                       |  |  |                   |  |
|                      |   | Giovanni-Senekerim Artsruni | …        |  |  |       |  |  |                       |  |  |                   |  |
|                      |   | Giovanni-Senekerim Artsruni | …        |  |  |       |  |  |                       |  |  |                   |  |
| Mariam di Vaspurakan |   | Giovanni-Senekerim Artsruni |          |  |  |       |  |  |                       |  |  |                   |  |
|                      |   | …                           | …        |  |  |       |  |  |                       |  |  |                   |  |
|                      |   | …                           | …        |  |  |       |  |  |                       |  |  |                   |  |
|                      |   | …                           | …        |  |  |       |  |  |                       |  |  |                   |  |
| Maria Bagrationi     |   | …                           |          |  |  |       |  |  |                       |  |  |                   |  |
|                      | … | …                           |          |  |  |       |  |  |                       |  |  |                   |  |
|                      | … | …                           |          |  |  |       |  |  |                       |  |  |                   |  |
|                      | … | …                           |          |  |  |       |  |  |                       |  |  |                   |  |
| …                    | … |                             |          |  |  |       |  |  |                       |  |  |                   |  |
|                      |   | …                           | …        |  |  |       |  |  |                       |  |  |                   |  |
|                      |   | …                           | …        |  |  |       |  |  |                       |  |  |                   |  |
|                      |   | …                           | …        |  |  |       |  |  |                       |  |  |                   |  |
| Borena d'Alania      |   | …                           |          |  |  |       |  |  |                       |  |  |                   |  |
|                      |   | …                           | …        |  |  |       |  |  |                       |  |  |                   |  |
|                      |   | …                           | …        |  |  |       |  |  |                       |  |  |                   |  |
|                      |   | …                           | …        |  |  |       |  |  |                       |  |  |                   |  |
| …                    |   | …                           |          |  |  |       |  |  |                       |  |  |                   |  |
|                      |   | …                           | …        |  |  |       |  |  |                       |  |  |                   |  |
|                      |   | …                           | …        |  |  |       |  |  |                       |  |  |                   |  |
|                      |   | …                           | …        |  |  |       |  |  |                       |  |  |                   |  |
|                      |   | …                           |          |  |  |       |  |  |                       |  |  |                   |  |